# Associazione Calcio Riunite Messina 1975-1976
Questa pagina raccoglie i dati riguardanti l'Associazione Calcio Riunite Messina nelle competizioni ufficiali della stagione 1975-1976.

## Rosa
| N. |                   | Ruolo | Calciatore           |
| -- | ----------------- | ----- | -------------------- |
|    | Italia (bandiera) | P     | Poerio Mascella      |
|    | Italia (bandiera) | P     | Giuseppe Nastasi     |
|    | Italia (bandiera) | D     | Angelo Celeste       |
|    | Italia (bandiera) | D     | Salvatore D'Agostino |
|    | Italia (bandiera) | D     | Agostino Maglio      |
|    | Italia (bandiera) | D     | Guido Onor           |
|    | Italia (bandiera) | D     | Elio Parolini        |
|    | Italia (bandiera) | D     | Franco Polizzo       |
|    | Italia (bandiera) | D     | Alberto Rossi        |
|    | Italia (bandiera) | C     | Giuseppe Giuffrida   |
|    | Italia (bandiera) | C     | Corrado Jovenitti    |

| N. |                   | Ruolo | Calciatore           |
| -- | ----------------- | ----- | -------------------- |
|    | Italia (bandiera) | C     | Roberto Caremi       |
|    | Italia (bandiera) | C     | Tiziano Cavallari    |
|    | Italia (bandiera) | C     | Gianfranco Gagliardi |
|    | Italia (bandiera) | C     | Giancarlo Hellies    |
|    | Italia (bandiera) | C     | Pietro Lo Monaco     |
|    | Italia (bandiera) | A     | Ezio Musa            |
|    | Italia (bandiera) | A     | Nunziato Pensabene   |
|    | Italia (bandiera) | A     | Roberto Sartori      |
|    | Italia (bandiera) | A     | Loris De Carolis     |
|    | Italia (bandiera) | A     | Angelo Di Mario      |